# أناهواك
أناهواك (بالإسبانية: Anahuac)‏ هو التسمية الناهواتلية للمكسيك، يمكن تطبيقها حاليًا على الهضبة المحيطة بمدينة مكسيكو.
كانت هذه المنطقة مأهولة، قبل وصول الإسبان، من طرف السكان الأصليين المتحضرين مثل التولتيك والتشيتشيمك والآكولهوا ووبالأخص الأزتيك.
آخر ملوك هذه المنطقة المتحالفة في 1525 م كانوا: غواتيموزين، تاتليبان-كويتزال، كوهواناكوتش.
بما أنها تقع في وسط المكسيك فإن هذه الهضبة تمتد دائرة العرض 17 °شمالا، من سهول تاباسكو وو تيهانتيباك إلى 21 ° شمالا، حيث تتداخل مع سييرا مادري الشرقية والغربية والجنوبية.
إن التسمية أناهواك الناهواتلية تعني الأراضي المتاخمة للمياه. في الواقع هذه التسمية تطلق فقط على حوض مكسيكو وحده. ثم اتسعت التسمية لاحقا لتشمل الأراضي الممتدة إلى الشرق والغرب نحو المحيطين الأطلسي والهادي. بعد الغزو الإسباني، أطلق الغزاة الإسبان اسم العاصمة مكسيكو على كل البلاد، وهكذا ظهر تسمية المكسيك الجغرافية والسياسية والتي تم اطلاقها على المملكة الواسعة لما سمي كذلك إسبانيا الجديدة، أما مكسيكو فتعني باللغة الناهواتلية الجبل المربع.